# Prix Alfréd-Rényi
Le prix Alfréd-Rényi est une distinction mathématique décernée tous les deux ans par l'Institut de recherches mathématiques Alfréd-Rényi de l'Académie hongroise des sciences en l'honneur de son fondateur, Alfréd Rényi. Selon les règles actuelles, il est attribué à un ou deux membres de l'Institut, en reconnaissance de sa remarquable performance en recherche mathématique au cours de la précédente période de cinq ans. Les membres de l'Académie hongroise des sciences et le directeur ne sont pas admissibles.

## Lauréats
- 1972 Gábor Halász [1]
- 1973 Endre Szemerédi
- 1974 József Szabados
- 1975 János Komlós
- 1976 Gyula O. H. Katona
- 1977 András Sárközy, Gábor Tusnády (refusée)
- 1984 József Beck (en), Péter Vértesi
- 1985 Zoltán Füredi (en), János Pintz
- 1986 Emil Kiss, Imre Z. Ruzsa (en)
- 1987 Hajnal Andréka (en), János Körner (en)
- 1988 Imre Bárány, József Fritz (hu)
- 1989 Péter Major, István Berkes
- 1990 Ánh Pham Ngoc
- 1991 Antal Balog, Ervin Győri
- 1992 János Pach
- 1993 László Pyber (en), Lajos Soukup
- 1994 Nándor Simányi, Gábor Simonyi
- 1995 Péter Major
- 1996 Endre Makai, Katalin Marton
- 1997 Gábor Fejes Tóth (de)
- 1998 András Kroó
- 1999 Gábor Tardos
- 2000 Péter Pál Pálfy
- 2001 Mátyás Domokos
- 2002 László Márki
- 2005 András Stipsicz[2]
- 2007 András Némethi (hu)
- 2009 Gábor Elek
- 2011 Géza Tóth
- 2013 Gergely Harcos, Endre Szabó
- 2015 András Bíró et Károly Böröczky (hu)
- 2017 Miklós Abért
- 2019 Balázs Szegedy
- 2021 Márton Elekes, Dániel Gerbner et Balázs Patkós[3],[4]